# 会津桧原駅
会津桧原駅（あいづひのはらえき）は、福島県大沼郡三島町大字桧原にある、東日本旅客鉄道（JR東日本）只見線の駅である。

## 歴史
- 1941年（昭和16年）10月28日：仮停車場の会津檜原駅（あいづひのはらえき）として開業[1]。旅客のみ取り扱い。
- 1942年（昭和17年）6月1日：駅へ昇格[1]。
- 1987年（昭和62年）4月1日：国鉄分割民営化により、 東日本旅客鉄道（JR東日本）の駅となる[2]。
- 1994年（平成6年）12月3日：会津桧原駅に改称。
- 2002年（平成14年）：現在の駅舎に改築。

## 駅構造
単式ホーム1面1線を有する地上駅で、会津若松駅管理の無人駅である。ホーム上には待合室が存在する。

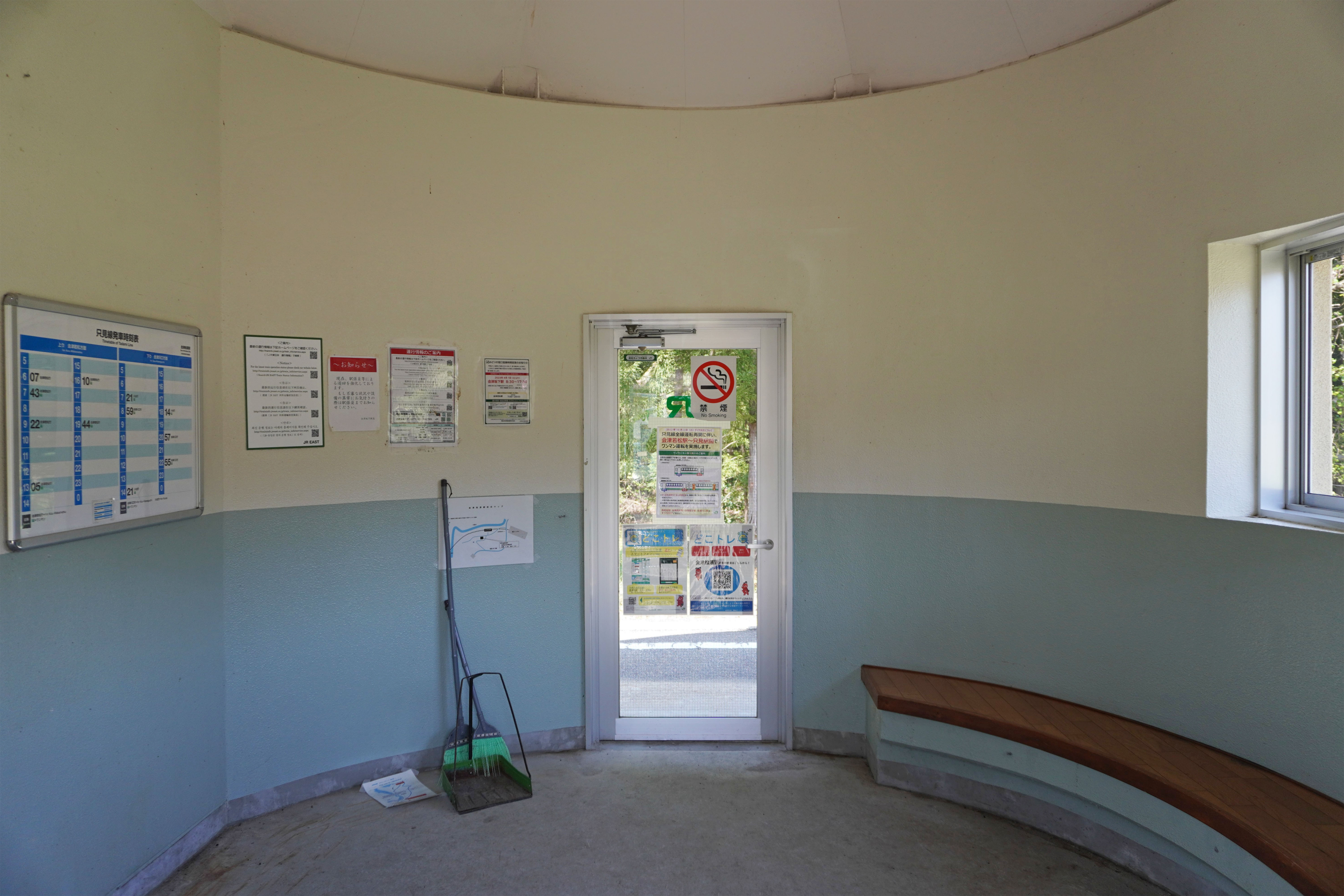
待合室（2023年4月）
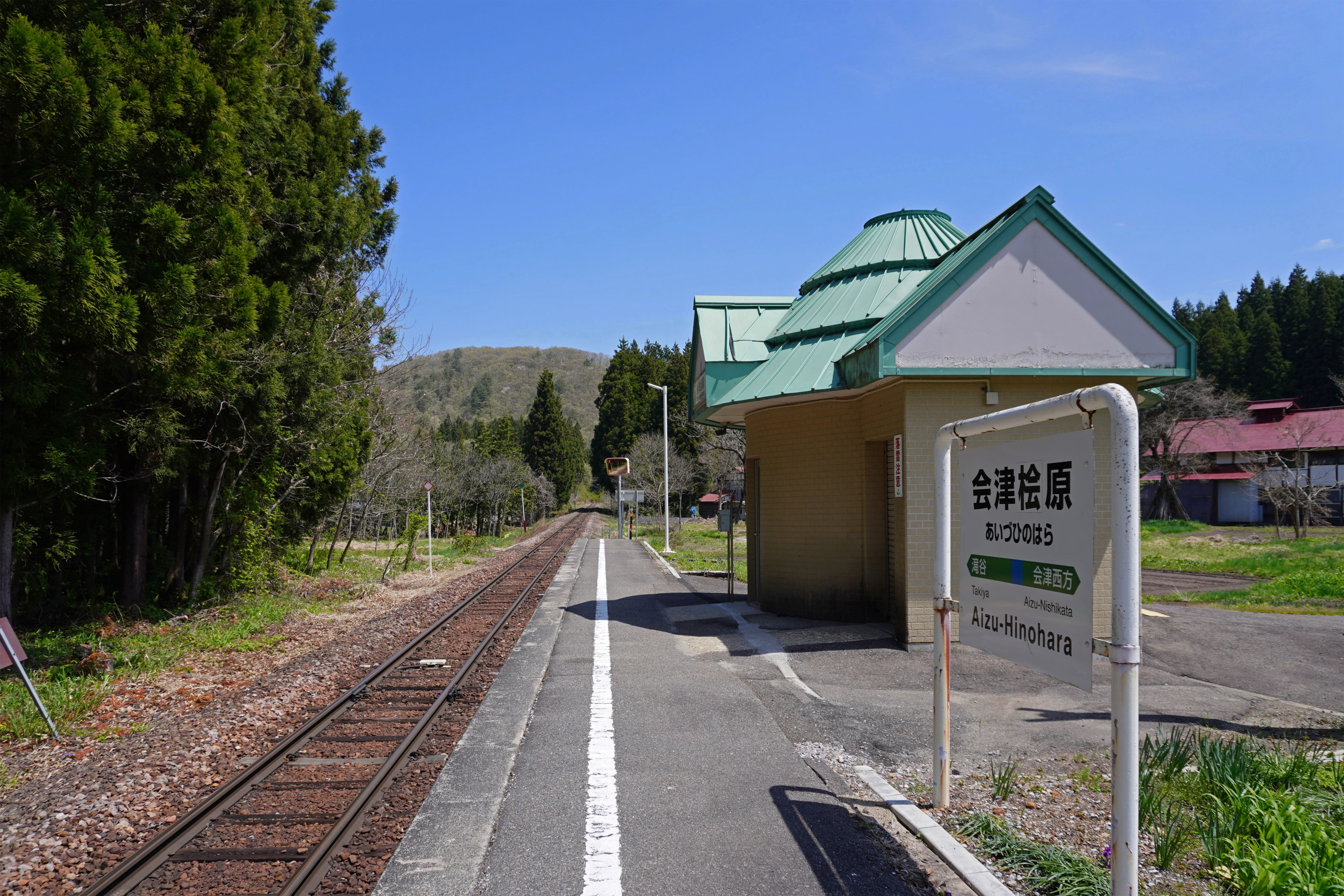
ホーム（2023年4月）

## 利用状況
「福島県統計年鑑」によると、2000年度（平成12年度）- 2004年度（平成16年度）の1日平均乗車人員の推移は以下のとおりであった。
| 乗車人員推移       | 乗車人員推移     | 乗車人員推移 |
| 年度               | 1日平均 乗車人員 | 出典         |
| ------------------ | ---------------- | ------------ |
| 2000年（平成12年） | 11               | [ 3 ]        |
| 2001年（平成13年） | 14               | [ 4 ]        |
| 2002年（平成14年） | 11               | [ 5 ]        |
| 2003年（平成15年） | 11               | [ 6 ]        |
| 2004年（平成16年） | 11               | [ 7 ]        |

## 駅周辺
小出方面の列車は当駅から再び只見川に沿う。会津西方駅との中間にある第一只見川橋梁は絶好の撮影ポイントとして有名である。
- 只見川
- 国道252号
- 福島県道366号滝谷桧原線

## 隣の駅
東日本旅客鉄道（JR東日本）
■只見線
滝谷駅 - 会津桧原駅 - 会津西方駅